# Aeropuerto de Nanisivik
El Aeropuerto de Nanisivik (del inglés: Nanisivik Airport) (IATA: YSR, OACI: CYSR) está ubicado a 8 MN (15 km; 9,2 mi) al sur de Nanisivik, Nunavut, Canadá y es operado por el gobierno de Nunavut. Aunque la Mina de Nanisivik cerró en septiembre del 2002, el aeropuerto sigue en operación y sirve a la comunidad de Arctic Bay debido a que el Aeropuerto de Arctic Bay es muy pequeño.
El aeropuerto se encuentra a 19 km al sureste de Arctic Bay pero la carretera hacia allí es de 32 km.

## Aerolíneas y destinos
- First Air
  - Iqaluit / Aeropuerto de Iqaluit
  - Resolute / Aeropuerto de Resolute Bay